# Селіштя-де-Сус
Селіштя-де-Сус (рум. Săliștea de Sus) — місто у повіті Марамуреш в Румунії.
Місто розташоване на відстані 381 км на північ від Бухареста, 57 км на схід від Бая-Маре, 112 км на північний схід від Клуж-Напоки.

## Населення
За даними перепису населення 2002 року у місті проживали 5196 осіб.
Національний склад населення міста:
| Національність | Кількість осіб | Відсоток |
| -------------- | -------------- | -------- |
| румуни         | 5185           | 99,8%    |
| цигани         | 7              | 0,1%     |
| угорці         | 3              | 0,1%     |
| українці       | 1              | < 0,1%   |

Рідною мовою назвали:
| Мова      | Кількість осіб | Відсоток |
| --------- | -------------- | -------- |
| румунська | 5188           | 99,8%    |
| циганська | 7              | 0,1%     |
| угорська  | 1              | < 0,1%   |

Склад населення міста за віросповіданням:
| Релігія        | Кількість осіб | Відсоток |
| -------------- | -------------- | -------- |
| православні    | 5028           | 96,8%    |
| греко-католики | 78             | 1,5%     |
| баптисти       | 59             | 1,1%     |
| адвентисти     | 20             | 0,4%     |
| римо-католики  | 7              | 0,1%     |
| не релігійні   | 3              | 0,1%     |

## Зовнішні посилання
- Дані про місто Селіштя-де-Сус на сайті Ghidul Primăriilor